# George Francis Lyon

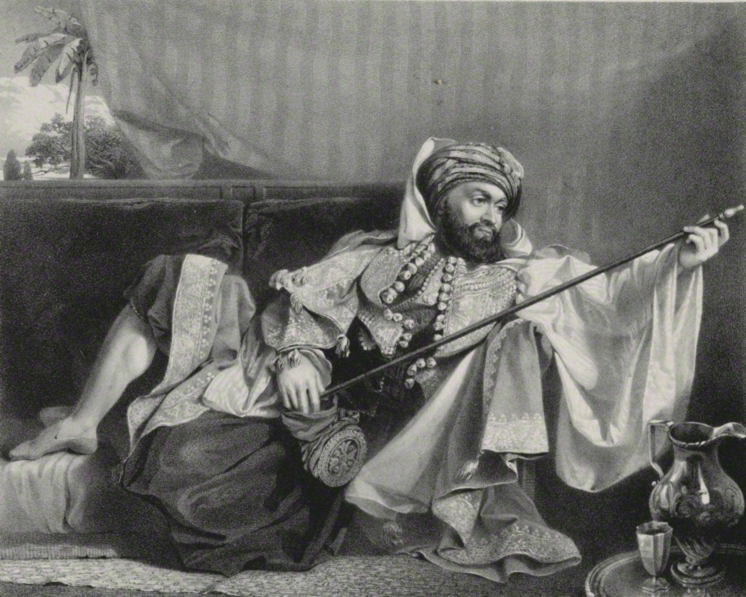
Lyon, in einem nordafrikanischen Kostüm

George Francis Lyon (* 1795 in Chichester; † 8. Oktober 1832 auf See zwischen Buenos Aires und England) war ein britischer Seefahrer. Für seine Zeit untypisch bereiste Lyon nicht nur Afrika und die Arktis, sondern zeigte auch großes Interesse an Sprache und Lebensgewohnheiten der einheimischen Bevölkerung.

## Leben

### Frühe Jahre
Lyon, der Sohn eines Obersts, trat 1808 in die Royal Navy ein. Anschließend diente er während der Napoleonischen Kriege vor der Küste Spaniens und Frankreichs. 1815 nahm er als Leutnant auf der Berwick an der Belagerung von Gaeta teil, im Jahr darauf war er an Bord der Albion an der Bombardierung Algiers beteiligt.

### Erste Expeditionen nach Nordafrika und ins Polarmeer

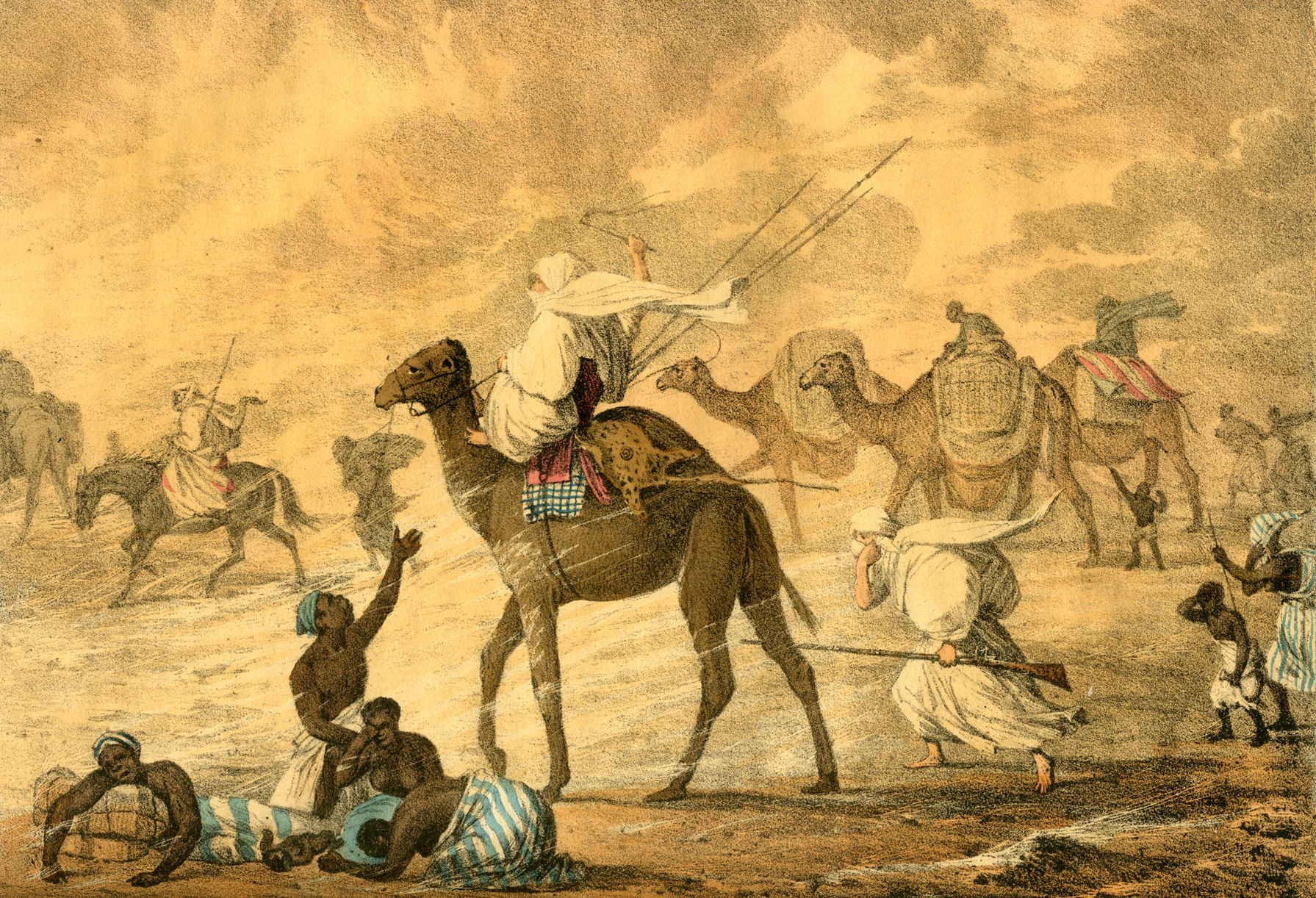
A Sand Wind in the Desert, gezeichnet von Lyon

Im September 1818 traf Lyon auf Malta Joseph Ritchie, einen Sekretär der britischen Botschaft in Paris. Ritchie hatte geplant, mit Frederick Marryat, dem Kapitän der Albion, eine Reise durch Nordafrika, quer durch die Sahara bis hin zum Tschadsee, zu unternehmen, und währenddessen die arabische Sprache und Kultur zu studieren. Da Marryat allerdings verhindert war, trat Lyon, der bereits über Grundkenntnisse in Arabisch verfügte, an seine Stelle. Im März 1819 brachen beide auf und erreichten nach 39 Tagen Murzuk im heutigen Libyen. Bald nach der Ankunft erkrankten sowohl Lyon als auch wenig später Ritchie an der Ruhr, der Ritchie am 20. November 1819 erlag. Obwohl er kaum noch über finanzielle Mittel verfügte, reiste Lyon nach seiner Genesung bis ins südliche Fessan, kehrte jedoch im März 1820 wieder nach Tripolis zurück. Am 18. Mai trat er die Rückreise nach England an und erreichte London am 29. Juli. Im folgenden Jahr veröffentlichte er seinen Reisebericht nebst umfangreicher Skizzen.

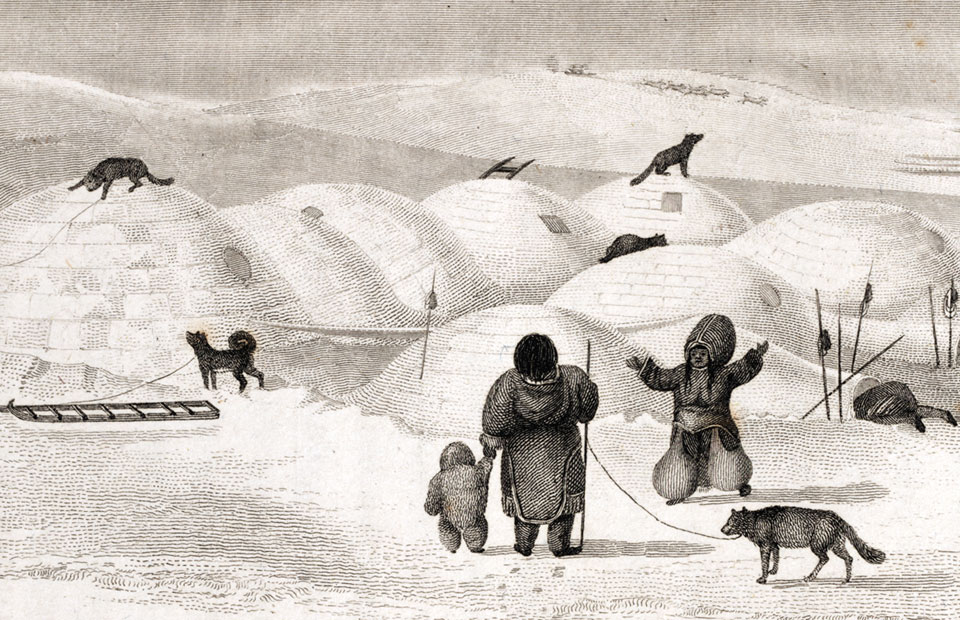
Iglus der Inuit (Lyon)

Im Januar 1821 wurde er zum Commander befördert. Zunächst sollte er an einer weiteren Expedition nach Nordafrika, unter W. H. Smith, teilnehmen, später änderte die Admiralität allerdings ihre Pläne. Lyon wurde der Expedition unter William Edward Parry zugewiesen, die am 3. März 1821 mit den Schiffen Fury und Hecla in die nördliche Hudson Bay aufbrach. Nachdem man die Hudsonstraße, die Repulse Bay und die Küste der Melville-Halbinsel erkundet hatte, überwinterte die Expedition auf einer kleinen Insel in der Frozen Strait. In den Frühlings- und Sommermonate wartete die Gruppe darauf, dass die dichte Eisdecke über der Fury-und-Hecla-Straße aufbrechen würde. Lyon nutzte die Zeit, um intensiv die Sprache und Gebräuche der Inuit zu studieren, und lernte unter anderem, wie man sich in der Arktis mit Kayak und Hundeschlitten fortbewegt. Er erwarb von den Inuit selbst ein Kayak, das er später nach England mitnahm. Nach einer weiteren Überwinterung auf Iglulik Island trat die Expedition im Spätsommer 1823 die Rückfahrt an. Seiner Reisebeschreibung, die er 1825 veröffentlichte, fügte er detaillierte Skizzen der Inuit bei.

### Expedition zur Repulse Bay
Am 13. November 1823 wurde Lyon in den Rang eines Kapitäns befördert und sollte eine weitere Expedition in die Arktis führen. Am 6. Juni 1824 stach er an Bord der HMS Griper in See. Das Ziel der Expedition war es, von der Repulse Bay aus die Melville-Halbinsel zu überqueren und dabei bis zu Point Turnaround, den John Franklin in seiner Expedition zwischen 1819 und 1822 erreicht hatte, auf der Kent Peninsula vorzudringen.
Die Expedition stand von Anfang an unter ungünstigen Vorzeichen. Wurde für derartige Expeditionen üblicherweise mindestens zwei Schiffe abgestellt, so musste Lyon mit einem einzigen auskommen. Um die Überfahrt über den Atlantik mit Ausrüstung und Vorräten für 30 Monate überhaupt bewerkstelligen zu können, wurde ihm ein Transportschiff, die Snap,  zur Seite gestellt. Die grundlegenden Schwächen der Griper waren bei der vorherigen Expedition unter Parry bereits deutlich zu Tage getreten: Es handelte sich um ein äußerst träges, unhandliches Schiff, für das insbesondere Leeküsten eine ständige Gefahr darstellten, konnte es aus diesen doch kaum herausmanövriert werden. Während der Atlantiküberfahrt musste die bereits tief im Wasser liegende Griper aufgrund ihrer Langsamkeit sogar von der Snap gezogen werden. Bevor man sich kurz vor der Hudsonstraße von der Snap trennte, wurde die übrige Ausrüstung auf die Griper gebracht, wodurch das Schiff nun völlig überladen war und sich auf dem gesamten Deck bis in Lyons Kajüte hinein die Vorräte stapelten.

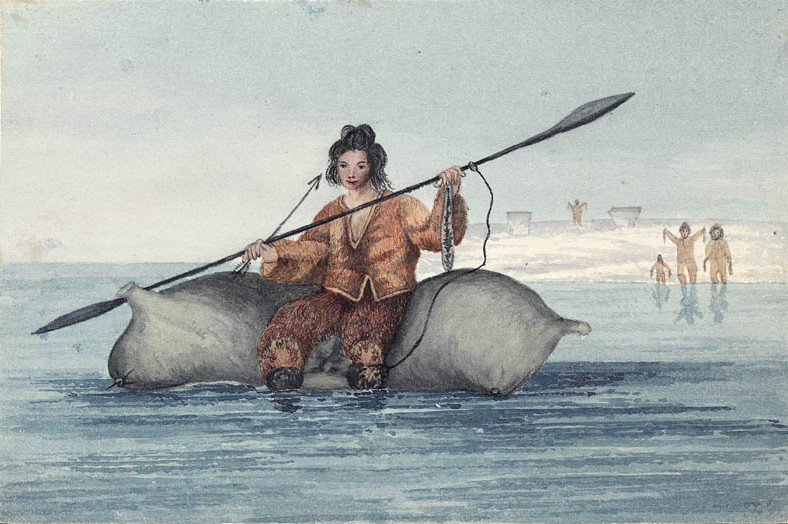
Ein Inuk auf mit Luft gefüllten Fellen

Am 12. August traf man bei den Savage Islands in der Hudsonstraße auf die ersten Inuit. Da Lyon ihren Dialekt kannte, konnte er sich mit ihnen verständigen und erwarb vier Hundewelpen. Bei einem weiteren Treffen mit Inuit vom Stamm der Sallirmiut am 27. August vor Coats Island fielen Lyon vor allem die aus Walrossdärmen genähten Segel der Inuitboote auf. Auch verwendeten die Inuit  mit Luft gefüllte Ballons aus Fellen, mit deren Hilfe sie schmale Wasserrinnen im Eis überqueren konnten. Als im nördlichen Bereich der Hudson Bay durch dichtes Packeis kein Durchkommen möglich schien, entschloss sich Lyon, Southampton Island auf südlichem Kurs zu umrunden – im Gegensatz zu Parry der die Insel nördlich umrundet hatte. Am 1. September erreichte man den Roes Welcome Sound, hatte bei sich verschlechternden Witterungsbedingungen jedoch große Navigationsschwierigkeiten, da die in der Nähe des Pols beträchtliche Kompassabweichung für dieses Gebiet damals nicht bekannt war. Schließlich lief die Griper bei einsetzender Ebbe auf ein Unterwasserriff. Wenig später zog zusätzlich ein Sturm auf, der das Schiff über den Meeresboden schlittern ließ und den Rumpf schwer beschädigte. Lyon hatte bereits jegliche Hoffnung auf Rettung verloren und empfahl seiner Mannschaft, sich auf die baldige Ankunft im Jenseits vorzubereiten, als der Wasserpegel anstieg und es gelang, die Griper wieder flott zu machen.

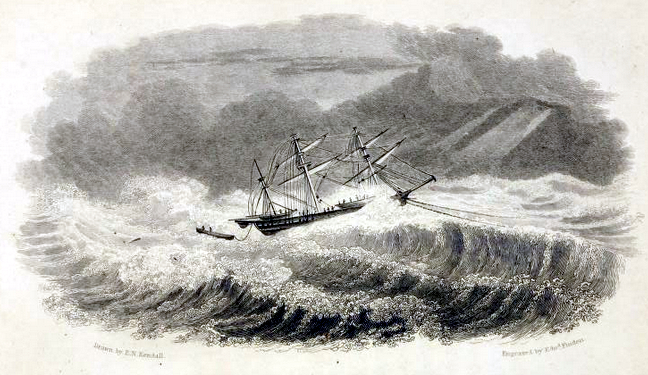
Die HMS Griper am 1. September 1824

Elf Tage später, das Schiff hatte inzwischen die Wager Bay passiert und befand sich bereits in der Nähe der Repulse Bay, geriet die Griper erneut in einen Sturm. Schwere Eisblöcke wurden auf das tief im Wasser liegende Schiff gespült und stellten eine Gefahr für die Masten dar. Der Bugspriet, der  bei jeder Welle tief ins Wasser eintauchte, drohte, unter dem Eis eingeklemmt zu werden und zu brechen. Als die Mannschaft nach zwei Tagen ununterbrochener Arbeit vollständig entkräftet war, und Lyon befürchtete, an die Küste von Southampton Island getrieben zu werden, ließ er alle Anker setzen. Am nächsten Morgen waren jedoch durch den Sturm, der mittlerweile auf Hurrikanstärke angewachsen war, die Anker gerissen und das Schiff trieb direkt auf die Küste zu. Glücklicherweise drehte der Wind rechtzeitig, und die Griper bewegte sich wieder auf das offene Meer zu; wenig später flaute der Sturm ab. Da die Griper schwer beschädigt und während der beiden Stürme ein Großteil der Vorräte über Bord gegangen war, war an eine Fortsetzung der Reise nicht zu denken. Am 15. September gab Lyon den Befehl zur Rückfahrt, knapp zwei Monate später lief die Griper am 10. November in Portsmouth ein.

### Folgezeit
Lyon wurde die Hauptschuld am Scheitern der Expedition gegeben. Nicht nur hatte er es zugelassen, dass sein Schiff alle Anker verlor – eine Blamage für einen Kapitän in der damaligen Zeit –, er habe vor allem von vorneherein zu große Mengen an Vorräten und zu dicke, schwere Kleidung mitnehmen lassen und so das Unglück heraufbeschworen. Obwohl Lyon die Vorwürfe vehement bestritt, wurde ihm nie wieder das Kommando über ein Schiff übertragen, und wenig später schied er aus der Navy aus. Im September 1825 heiratete er Lucy Louisa, die Tochter von Lord Edward Fitzgerald, einem irischen Freiheitskämpfer. Wenig später reiste er im Auftrag der Real del Monte Mining Company nach Mexiko. Auf der Rückfahrt über New York nach England erlitt er am 14. Januar 1827 bei Holyhead Schiffbruch, und viele seiner Aufzeichnungen gingen verloren. Nach seiner Ankunft erfuhr er vom Tod seiner Frau vier Monate zuvor. Später führte ihn seine Arbeit für die Bergbaugesellschaft nach Südafrika, wo er an Sehstörungen zu leiden begann, möglicherweise als Folge einer Augenentzündung, die er sich Jahre zuvor in Afrika zugezogen hatte. Um sich behandeln zu lassen, machte er sich auf die Rückreise nach England. Nach einem Zwischenstopp in Buenos Aires starb er auf der Fahrt am 8. Oktober 1832.

## Werke

### Zeichnungen (Auswahl)

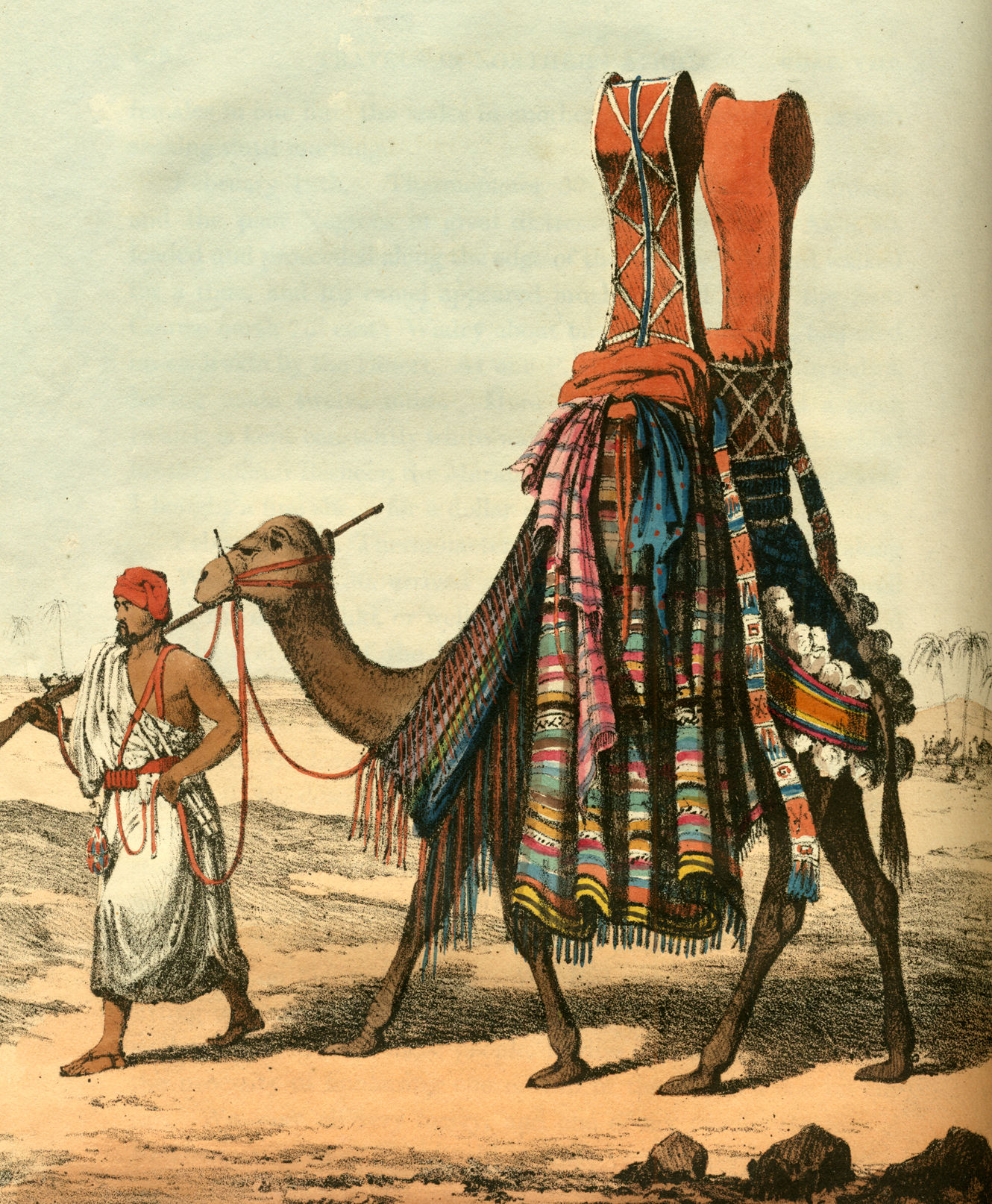
Camel Conveying a Bride to Her Husband (1821)
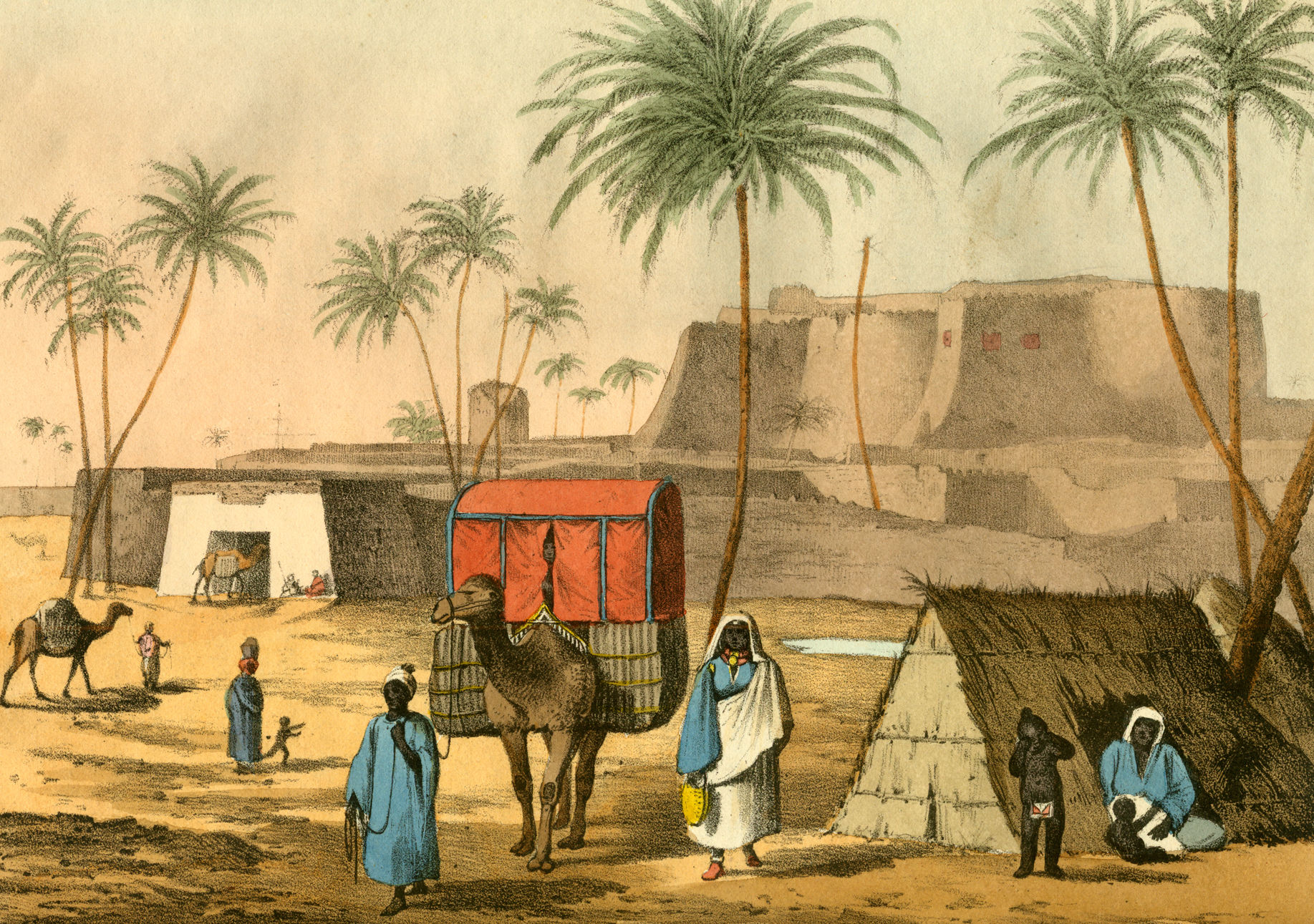
The Castle of Morzouk (1821)
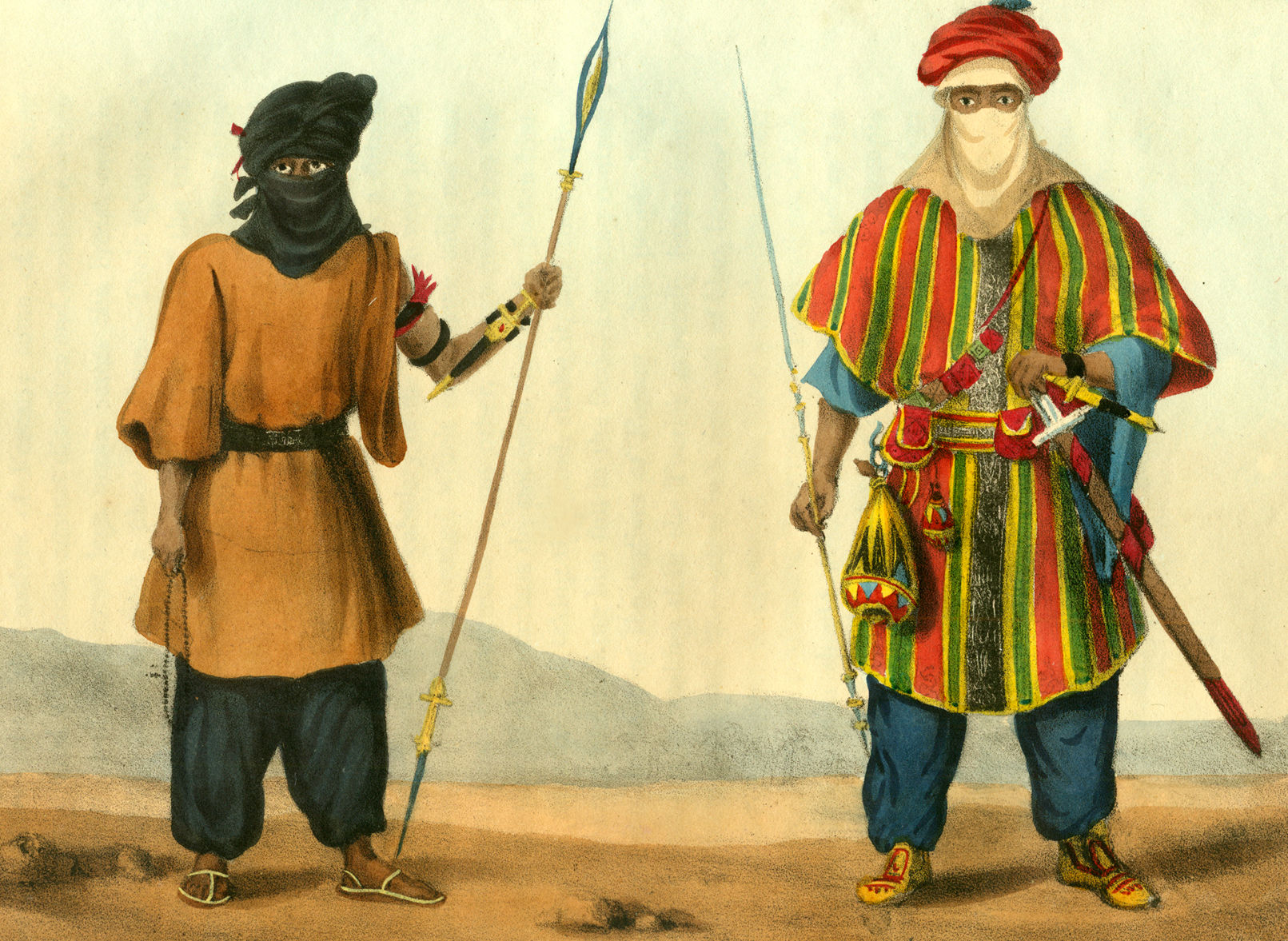
Tuarick in a Shirt of Leather, Tuarick of Aghades (1821)
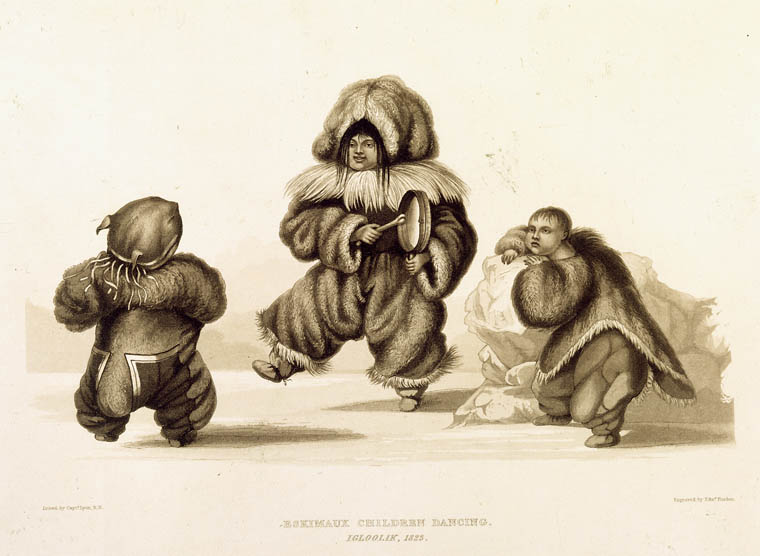
Escimaux Children Dancing (1824)
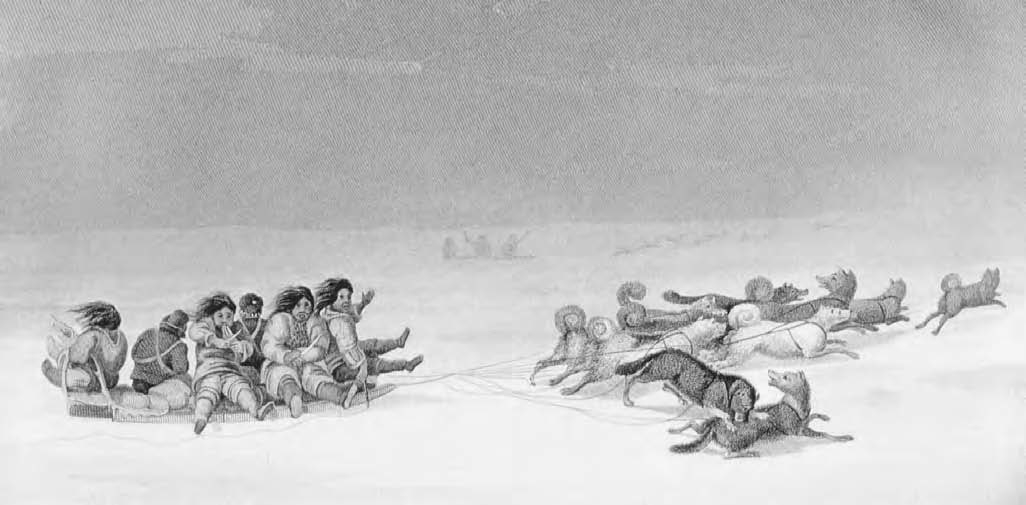
Sledges of the Escimaux (1824)